# バッタ君町に行く
『バッタ君町に行く』（バッタくんまちにいく、Mr. Bug Goes to Town）は、1941年にアメリカ合衆国で公開された長編アニメーション映画。都会に暮らす昆虫たちの生活を描いた冒険ミュージカル・コメディである。パラマウント映画とフライシャー・スタジオが最後に共同制作した作品で、フライシャー兄弟ことマックス・フライシャーがプロデュースし、デイブ・フライシャーが監督した。テクニカラー作品。邦題は『バッタ君町へ行く』と表記されることもある。
前作『ガリバー旅行記』の大ヒットを受け、ディズニーの長編作品に対抗できるほどの巨額の予算を投じ製作されたが、アメリカでは第二次世界大戦中に公開されたことで興行的に失敗し、フライシャー・スタジオが閉鎖される引き金となった。日本では、戦後の1951年に初公開されると高く評価され、宮崎駿など後進のアニメーターや漫画家に多大な影響を与える作品となった。

## あらすじ
ブロードウェイの外れのある淋しい邸宅の一隅の小さな叢に住まう虫たちの話である。
可愛い蜜蜂のハニー・ビーは、バッタの青年で主人公のホピティと、親も許す恋仲だったが、ギャングの親分であるカブトムシのビーグリー・ビートルが横恋慕したため、この世界の平和は乱されてしまった。ビーグリー・ビートルは子分の蚊のスマックと蝿のスワットを使ってはホピティの邪魔をし、ハニーの善良な父親であるミスター・バンブルをいじめた。その上、ビーグリーの一味は邸の持ち主であるディケンズ夫妻の大切な小切手を隠した為、虫の巣の邸もろとも売りに出され、一同は新しい住居を見つける相談をしなければならないことになり、ハニーは泣く泣くボスのビーグリーの求婚を承諾する。

## キャラクター
ホピティ（Hoppity）
主人公のバッタの青年。「バッタ君」とも呼ばれる。
明るい性格でおっちょこちょいだが、みんなの人気者のような存在。恋人のハニーがいる。
長旅を終えて故郷の草むらに帰ってきた。人間が来たことによる仲間たちの生活の惨状を知り、安全な土地への引越しを提案する。
ハニー（Honey Bee）
ミツバチの女の子。ホピティの恋人。
昆虫たちが暮らす町のアイドルのような存在で、多くの男に恋心を持たれている。純情可憐な乙女。
バンブル（Mr. Bumble）
ハニーの父親。
はちみつ店を営んでいる。
ビートル（C. Bagley Beetle）
本作の悪役でもあるカブトムシ。
高台に住む金持ちであり、ハニーを狙っている。
スマック（Smack）
ビートルの子分の蚊。
スワットといつも行動を共にする。
スワット（Swat）
ビートルの子分のハエ。
スマックといつも行動を共にする。極度の近眼で、喫煙者である。
レディバグ（Mrs. Ladybug）
テントウムシの婦人。
火事で家が燃えてしまう。
バズ（Buzz）
ミツバチの少年。ホピティに憧れる。
ボーイスカウトならぬビースカウトに所属している。
ディック・ディケンズ（Dick Dickens）
人間。売れない作曲家で、妻のメアリーと二人暮らしをする。
住居の庭に虫たちが暮らしており、その土地の持ち主である。ただし、その存在などには気づいていない。

## キャスト
| 役名         | 原語版声優             | 日本語吹き替え | 日本語吹き替え | 日本語吹き替え                                                                 | 日本語吹き替え | 日本語吹き替え      |
| 役名         | 原語版声優             | NHK総合版      | フジテレビ版1  | フジテレビ版2                                                                  | 劇場公開版     | PDDVD版             |
| ------------ | ---------------------- | -------------- | -------------- | ------------------------------------------------------------------------------ | -------------- | ------------------- |
| ホピティ     | スタン・フリード       | 木下秀雄       | 磯村千花子     | 神谷明                                                                         |                | 浅科准平            |
| ハニー       | ポーリン・ロス         | 吉本ミキ       | 向井真理子     | 杉田かおる                                                                     | 麻上洋子       | 筏井かなえ          |
| ビートル     | テッド・ピアース       |                | 今西正男       | ハナ肇                                                                         | 雨森雅司       | 佐々健太            |
| スワット     | ジャック・マーサー     |                |                |                                                                                |                |                     |
| スマック     | カール・ミーヤー       |                |                |                                                                                |                |                     |
| バンブル     | ジャック・マーサー     | 八木光生       |                | 滝口順平                                                                       |                | 杉山洋介            |
| レディバグ   | マージー・ハインツ     |                |                | 小原乃梨子                                                                     |                | 佐竹美緒            |
| バズ         | メイ・ケステル         |                |                |                                                                                |                |                     |
| クリーパー   | ピント・コルヴィッグ   |                |                |                                                                                |                |                     |
| ディック     | ケニー・ガードナー     |                |                |                                                                                |                |                     |
| メアリー     | グウェン・ウィリアムス |                |                |                                                                                |                |                     |
| ナレーション | グウェン・ウィリアムス | 坂本和子       |                |                                                                                |                |                     |
| 不明 その他  | N/A                    |                |                | 柳沢真一 肝付兼太 田村錦人 麻上洋子 京田尚子 太田淑子 大竹宏 玄田哲章 野島昭生 |                | 清水沙枝子 松崎優香 |

- NHK総合版: 1960年7月17日に初放送[1]。
- フジテレビ版1: 1961年8月21日『テレビ名画座』枠にて初放送。
- フジテレビ版2: 1979年5月5日『日生ファミリースペシャル』枠にて初放送。
- 劇場公開版: 上映会などに使用。16mmフィルムが図書館などに現存している[2]。
- PDDVD版: 2012年にオフィスワイケーから発売されたパブリックドメインDVD『名作アニメシリーズ バッタ君町に行く』に収録。

※PDDVD版以外の吹き替えはソフト未収録。吹き替えは上記のほか、四季出版が1996年に発売したVHSに収録されたものもある。

## スタッフ
- 製作: マックス・フライシャー
- 原作: デイヴ・フライシャー、ダン・ゴードン、テッド・ピアース、イサドア・スパーバー
- 監督: デイヴ・フライシャー
- 脚本: ダン・ゴードン、テッド・ピアース、イサドア・スパーバー、カール・ミーヤー、グラハム・プレイス、ボブ・ウィッカーシャム、ウィリアム・ターナー、カル・ハワード
- 演出: ウィラード・ボウスキー、シェーマス・カルヘイン、H・C・エリソン、トーマス・ジョンソン、グラハム・プレイス、スタン・カッキンバッシュ、デヴィッド・テンドラー、マイロン・ウォードマン
- 背景: エディー・ボヴス、ヘミア・カルピーニ、ロバート・カナヴェール、ロバート・リトル、アントン・ローブ、シェーン・ミラー、エリック・シェンク
- 音楽スーパーバイザー: ルー・フライシャー
- 音楽: リー・ハーライン、ホーギー・カーマイケル、サミー・ティンバーグ
- 作詞: フランク・レッサー
- オーケストレーション: チャールズ・ブラッドショウ、ジョージ・パリシュ、ウォルター・シャーフ、レオ・シューケン
- ピアノ: ヴィクター・キャンネラ
- 原画: オルストース・カルピーニ、ジョセフ・ディガロ、ジェームス・デイヴィス、ネルソン・デモレスト、アンソニー・ディ・パオラ、フランク・エンドレス、アルフレッド・オーガスター、オットー・フューア、ジョージ・ゲルマネッチ、アーノルド・ギルスピー、トーマス・ゴールデン、リューベン・グロスマン、ウィリアム・ヘニング、ウィンフィールド・ホスキンス、エイヴナー・ニーテル、カール・ミーヤー、トーマス・ムーア、ジョセフ・オライオーロ、ロド・ロッスナー、ハル・シーガー、ゴードン・シーヘン、アーヴィング・スペクター、サム・スティムソン、ニコラス・タフリー、ジョージ・ウェイス、ハロルド・ウォーカー、ジョン・ウォルウォース、ボブ・ウィッカーシャム、ディック・ウィリアムス、ルイス・ズーカー、ベン・クロプトン、リリアン・フリードマン、バーナード・ガーバット、フランク・ケリング、シーモア・ニーテル、マイケル・ラー、ビル・リトルジョン、エド・ラブ、スティーヴ・マファティー、トニー・パビアン、ドン・ウィリアムス
- 第二原画: ジョン・フリーマン、ビル・ホッパー、ジャック・オザーク、ベン・ソロモン、マーティン・タラス、リチャード・トンプソン、ジェームス・タイヤー
- 撮影: チャールズ・シェットラー
- 音響効果: モーリス・マニー
- 彩色プロセス: テクニカラー
- 録音プロセス: ウェスタン・エレクトリック
- 撮影プロセス: ステレオプティカル・プロセス（一部のみ）
- 制作: フライシャー・スタジオ
- 配給: パラマウント映画

### 日本語版
- 字幕翻訳: 伊藤奈津子（再公開・正規ソフト）

※フジテレビ版2
- 演出: 山田悦司
- 翻訳: 山田実
- 調整: 山田太平
- 効果: 赤塚不二夫

## 制作
1939年に公開した『ガリバー旅行記』が商業的に成功したことを受け、フライシャー・スタジオは新たな長編アニメーション映画を企画する。出資先で共同制作だったパラマウント映画も早々に製作を許可していた。
パラマウントの重役たちから「神話をテーマにした作品」を提案されたことで、フライシャーはギリシャ神話の『パンドラ』を映画化する予定で1940年1月から制作を始めたが、諸事情で制作を取りやめる。その後、1940年4月には新たに長編アニメーションの制作を再開すると発表。最初はモーリス・メーテルリンクの『蜜蜂の生活』を映画化しようとしたが、映画化の権利を入手できなかったため『蜜蜂の生活』に触発されたオリジナルストーリーとなった。
原題は、1936年公開の映画『オペラハット』（原題: Mr. Deeds Goes to Town）をもじって付けられた。『オペラハット』と本作は内容をはじめ一切関係ないが、スタッフが遊び半分で付けた仮題が定着したという。
本作は、それまでノンクレジットが通例だった声優のクレジットを行った最初の長編アニメーションとなった。助演として、ポパイの声を担当したジャック・マーサーが出演している。
フライシャー兄弟は『ガリバー旅行記』製作中に不仲となっており、それ以来、彼らは同じビルで仕事をしているにもかかわらず、社内メモで連絡を取り合うようになっていた。このことは、大手アニメスタジオを文書だけのやり取りで運営する「一種の悲喜劇」だと、関係者を悩ませたという。この問題を鋭く察知していたパラマウントは、本作を確実に完成させるためフライシャー兄弟に対して、完成後に兄弟のどちらかが辞職することを認めるという異例の処置を施した。1941年5月に行った契約更新の際、兄弟は署名入りの辞表をパラマウントに提出。パラマウント側の裁量でどちらかを受け取ることが条項として定められていた。そして、完成した1941年12月にパラマウント社長のバーニー・バラバンは、同時期に制作されていた『スーパーマン』シリーズの予算の問題で関係が悪化していたこともあり、監督である弟のデイヴを解雇した。
1年7ヶ月の歳月と100万ドル（当時）の予算を賭け、雇用したスタッフ700人以上、絵の数は60万枚、背景画650枚という大作が完成した。

## 公開・その後
予定されていたクリスマスの公開に先立ち、1941年12月5日に関係者向けの先行上映が行われ、批評家には概ね好評だったという。だが2日後、真珠湾攻撃が起き太平洋戦争が開戦した影響を受け、パラマウントはクリスマス公開の中止を決定した。
その後、公開延期を経て1942年2月に一般公開されるが、興行収入は大失敗を記録。パラマウントはプロデューサーのマックス・フライシャーを始め、多くのスタッフも経費削減の目的で解雇し、1942年5月24日にフライシャー・スタジオは事実上の閉鎖に追い込まれた。パラマウントはアニメーション部門をフェイマス・スタジオとして再編成した。
製作費の71万ドルに対して、1946年までにわずか24万ドルしか回収できず、同年をもって劇場公開は中止された。その後、本作の権利は1950年代にナショナル・テレフィルム・アソシエイツ（後にリパブリック・ピクチャーズ）に売却され、シカゴの独立放送局WGN-TVで何度もテレビ放送が行われたほか、改題を行ったうえで数回の再公開が行われた。
本作の権利はその後もリパブリック・ピクチャーズが保有しているが、同社は2023年にパラマウント・グローバルの子会社となったため、実質的にパラマウントに権利が戻っている状態となった。なお、フライシャー・スタジオは倒産後にマックスの子孫によって再設立されているが、本作の権利は有していない。

## 日本での影響
日本では、1951年に初公開されるとアニメーションとしての質の高さなどが評価され、公開後に宮崎駿、高畑勲、小田部羊一、庵野秀明、細田守、神山健治、磯光雄などのアニメーターに影響を及ぼすまでになった。また、手塚治虫ややなせたかしも好きな映画に本作を挙げたことがある。
初公開後はテレビ放送が何度か行われ、地方での上映などに16mmフィルムが流通した。
2009年には、三鷹の森ジブリ美術館（スタジオジブリ）の配給により、ミニシアターなどで58年ぶりの公開が行われた。フライシャースタジオ閉鎖後に権利が転々としたことや権利料の高騰で、正式な再公開の機会は少なかったという。

### 評価・コメント
宮崎駿は、本作について以下のように述べている。
アニメーターをやるやつは見ておくべき。
時代のせいでおもしろくないものと、時代を超えておもしろいものがあるはずで、その時代を超えるものをやっぱりフライシャーは持っているんです。—宮崎駿、
宮崎は「動かせるものは何でも動かそうという熱いエネルギーを注ぎ込んでワーッと沸き立つような動きを見せてくれる」とも語り、『崖の上のポニョ』を監督した際は本作をよく見ていたという。
庵野秀明は「虫はアニメーション的な大げさな動きで描かれ、人間はロトスコープを使って描かれることで、世界がちゃんと分かれていることがわかる。そしてよりリアルに見えるはずの人間が、なぜか感情を感じられない冷たい存在になっている。この作品は、ロトスコープの持っている方向性をうまく組み込んでいると思います」と評し「アニメを作る人はちゃんと見たほうがいい。ただ、これを見てわくわくする人じゃないとアニメーターには向かないんじゃないかな」とコメントしている。また、細田守は本作について「人間にとってたわいないものが、虫たちにとって逢瀬のささやかな舞台となるところに、世界の豊かさを感じずにはいられません」と語っている。
松本零士は「ディズニーと並んでアニメの原点ともいえる、最もまんがらしいまんが映画」と評し、「文句なしに大変気に入っています。もともと昆虫が好きだったんですけど、この作品、昆虫を擬人化してたでしょ。それで大いに感動して、いまに自分も、と思いました。その意味で、わたしの生涯を変えた作品です」と語っている。
映像研究家の叶精二は、本作の革新性について以下のようにまとめている。
- モブキャラクターにローアングルを使用。
- 人間をロトスコープで描いたこと。
- 上下の空間を活かした縦のレイアウト。
- ハイライト・影等の塗り分け表現。
- シネカリグラフィーの導入

また、主人公のホピティのキャラクターは「草食系男子の元祖」としており、ヒロインであるハニーの作画は、卵型輪郭・アーモンド型巨眼・極小の鼻と口などが「日本型平面的美少女造形の祖型」と評している。
近年は、脚本など映画としての全体的な出来は比較的低い評価である一方、作画をはじめとする映像技術に関しては高く評価されることが多い。

### その他
宮崎駿が監督した映画『天空の城ラピュタ』は本作を意識した箇所があるといい、作品内の有名なセリフ「人がゴミのようだ！」は、元ネタとなるセリフが本作にあるとされる。

## リリース

### 日本でのテレビ放送
| 放送日         | 放送時間    | 放送局           | 番組枠                   | 吹替          | 備考 出典  |
| -------------- | ----------- | ---------------- | ------------------------ | ------------- | ---------- |
| 1960年7月17日  | 15:42-17:00 | NHK総合          | N/A                      | NHK総合版     | [ 1 ]      |
| 1961年8月21日  | 15:00-17:00 | フジテレビ       | テレビ名画座             | フジテレビ版1 | [ 注釈 1 ] |
| 1968年10月10日 | 13:30-14:56 | 東京12チャンネル | 奥さま映画館             | フジテレビ版1 |            |
| 1979年5月5日   | 14:35-15:50 | フジテレビ       | 日生ファミリースペシャル | フジテレビ版2 |            |

### ホームメディア
アメリカでは、1989年にリパブリック・ピクチャーズからVHSとレーザーディスクが発売。その後は公式なソフト化が一度もなかったが、2019年にパラマウントによる4Kリマスターが施され、2023年にキノローバー社から初となるBlu-ray Discの発売が発表された。
日本では2003年をもって著作権の保護期間が終了したことでパブリックドメインとなり、以降は複数の会社からパブリックドメインDVDがリリースされている。
2010年には、配給権を取得していた三鷹の森ジブリ美術館制作による正規のDVDが、ウォルト・ディズニー・スタジオ・ホーム・エンターテイメントから発売された。